# Vacanza (politica)
In politica, una vacanza (detta anche posto, carica o seggio vacante in base al tipo di organo in cui si manifesta), è una situazione in cui una carica (come ad esempio in un'assemblea deliberativa, cioè un parlamento, in un organo collegiale, come un ministero, od in una carica individuale, come una presidenza) diviene o risulta essere, per vari motivi, priva di un individuo che la detenga in sede comune durante il mandato dell’organo in cui quest’ultima si manifesta.
Sebbene molto frequenti nell’ambito politico, tali vacanze possono manifestarsi anche in contesti non-governativi o più informali.

## Cause delle vacanze
Le vacanze possono sorgere deliberatamente (cioè attraverso un atto di dimissioni, messa in stato d’accusa, rimozione, espulsione, decadenza, rinuncia, fine naturale del mandato — spesso senza che questo preveda una forma di prorogatio), fortuitamente (cioè a causa di una morte improvvisa o di un’inabilità temporanea o permanente) o per altre cause di forza maggiore (come l’incapacità di indire o svolgere un’elezione o di accedere, pur potendo, alla carica).
In casi peggiori, una vacanza politica può avvenire in caso di guerra civile, rivoluzione, conflitto armato, colpo di stato o, addirittura, cessazione o fallimento dello stato stesso.

## Conseguenze e riempimento
Conseguenza delle vacanze, tuttavia, è l’eliminazione o la riduzione della rappresentanza o dell’operatività dell’organo stesso. Di conseguenza, molte giurisdizioni prevedono per legge il rapido riempimento dei posti vacanti tramite una serie di soluzioni. Alcune di queste sono:
- Un’elezione suppletiva o speciale, generalmente anticipata (ma non sempre), in cui può esprimersi lo stesso elettorato che ha votato o nominato la carica divenuta vacante;
- Una cooptazione, da parte dei restanti membri dell'organo in cui la vacanza accade;
- Una nomina, da parte di un altro ente o titolare di un ufficio governativo;
- Una successione automatica, di un sostituto o da una lista sostitutiva, stabilita al momento dell'elezione originale;
- La successione della “prossima scelta più votata”, utilizzato in molte tipologie di sistemi elettorali, tra cui il sistema elettorale a lista chiusa di partito, seguendo l’ordine di candidati predisposto dalla stessa lista elettorale bloccata, o il voto singolo trasferibile, ridistribuendo le preferenze assegnate al membro divenuto vacante al successivo candidato disponibile più votato.

Sovente, tuttavia, è la possibilità che tale posto resti vacante per un lungo periodo di tempo (spesso fino alla successiva elezione) o, addirittura, per sempre.